# Palstek

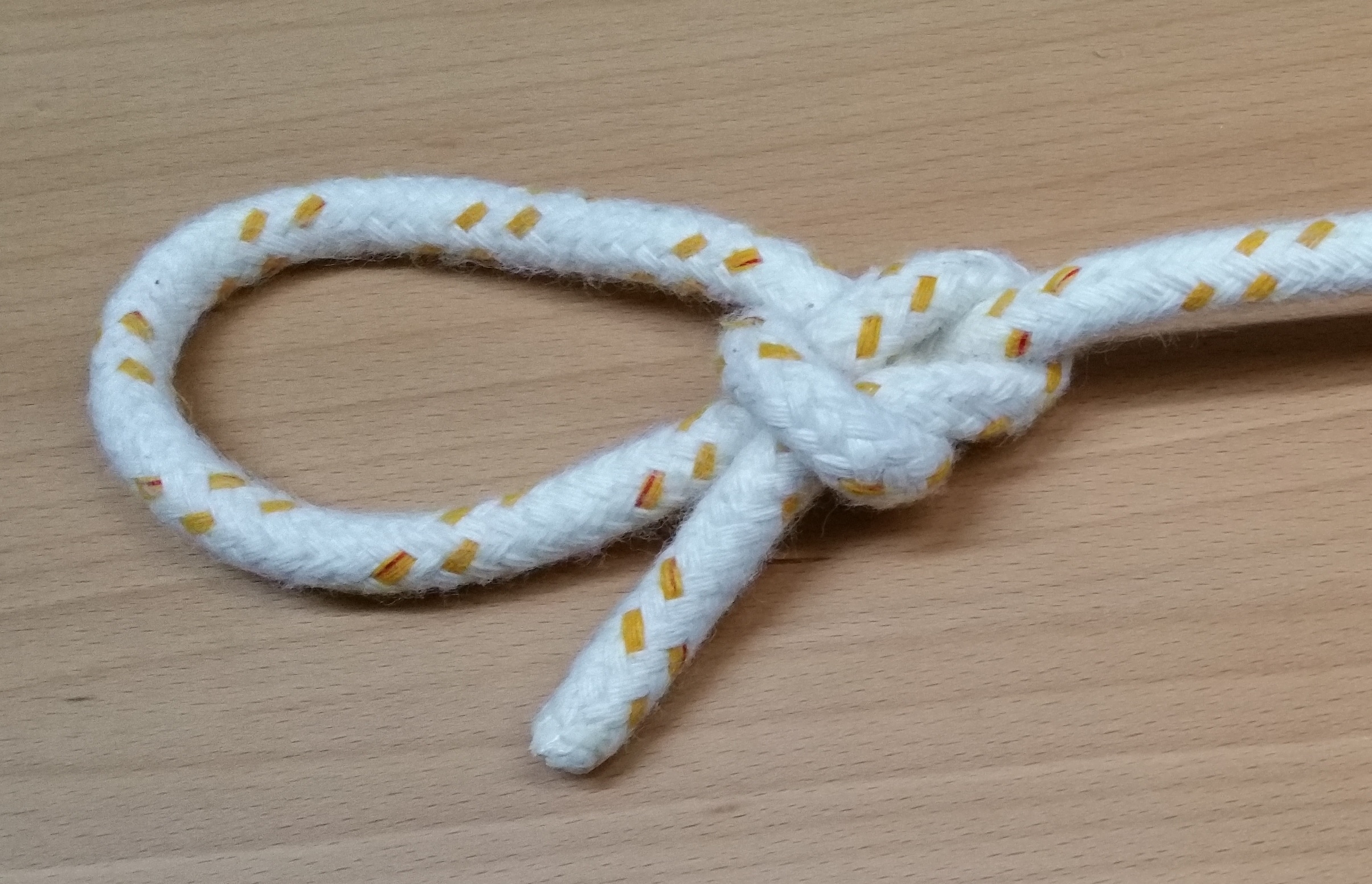
Palstek mit rechtsgängigem Auge und außen liegendem Ende.
Ashley-Nr. = 1034½, 1783, 2549, 2550

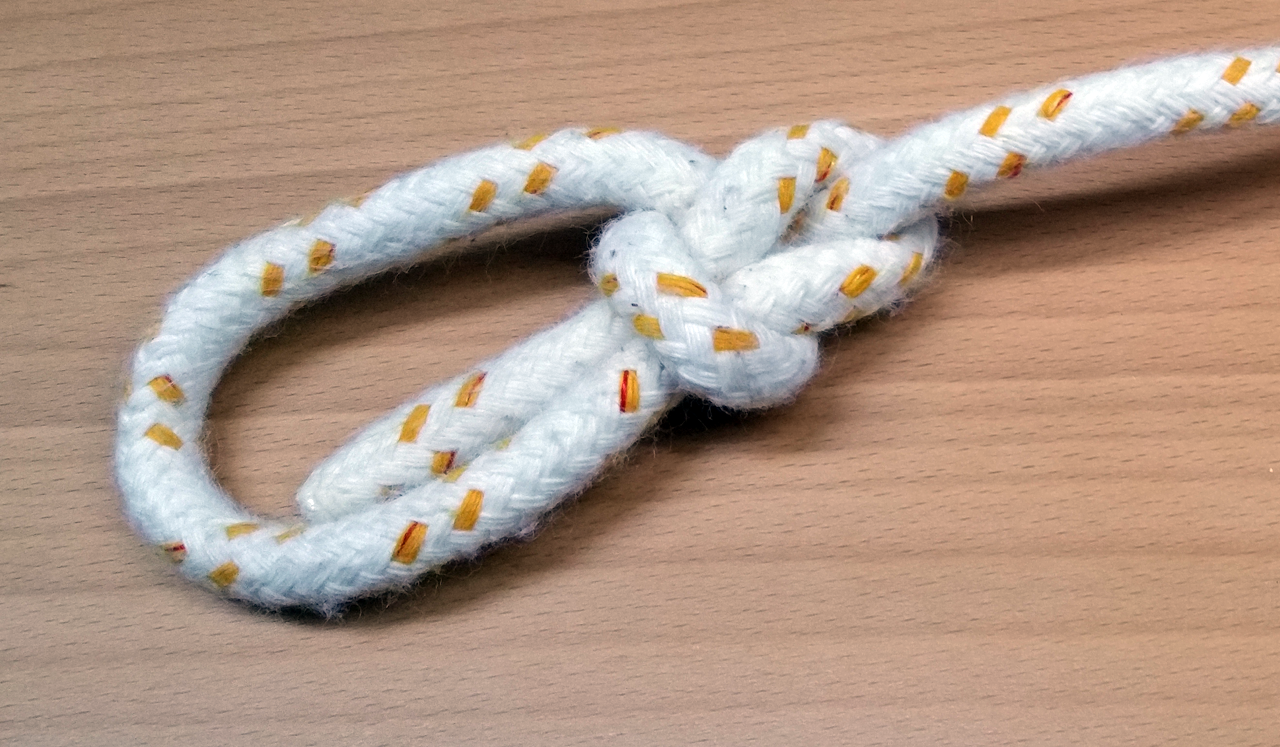
Palstek mit rechtsgängigem Auge und innen liegendem Ende.
Ashley-Nr. = 1010, 1716, 1787, 2551

Der Palstek [ˈpaːlsteːk] ist ein Knoten, der zum Knüpfen einer festen Schlaufe angewandt wird. Er ist der in der Seefahrt am häufigsten verwendete Knoten und wird auch im Rettungswesen vielfach verwendet. Beim Klettern wurde der Palstek inzwischen vom Achterknoten ersetzt.

## Namen und Geschichte
Der Palstek (in der Seefahrt), auch Bulin (von engl.: bowline, bei den Bergsteigern), ist einer der bekanntesten Knoten.
Bei den Pfadfindern heißt er Schertauknoten oder Rettungsschlinge. Bei der deutschen Feuerwehr ist er unter dem Namen Feuerwehrrettungsknoten, Brustbund und Pfahlstich bekannt. Beim deutschen THW heißt er einfacher Ankerstich.
Der Name Palstek ist plattdeutsch für Pfahlstich [aus niederd. Pa(h)l, mniederd. pāl = Pfahl]. Gemeint ist damit eine Festmacherleine, die ein Schiff mit einem Pfahl oder Dalben verbindet.
Der Palstek wurde in einem Gedicht als König der Knoten bezeichnet.
Allerdings erhob der Autor ihn in diesen Stand nicht wegen seiner Eigenschaften, sondern eher aufgrund der Beobachtung, dass Seeleute ihn so oft verwenden.

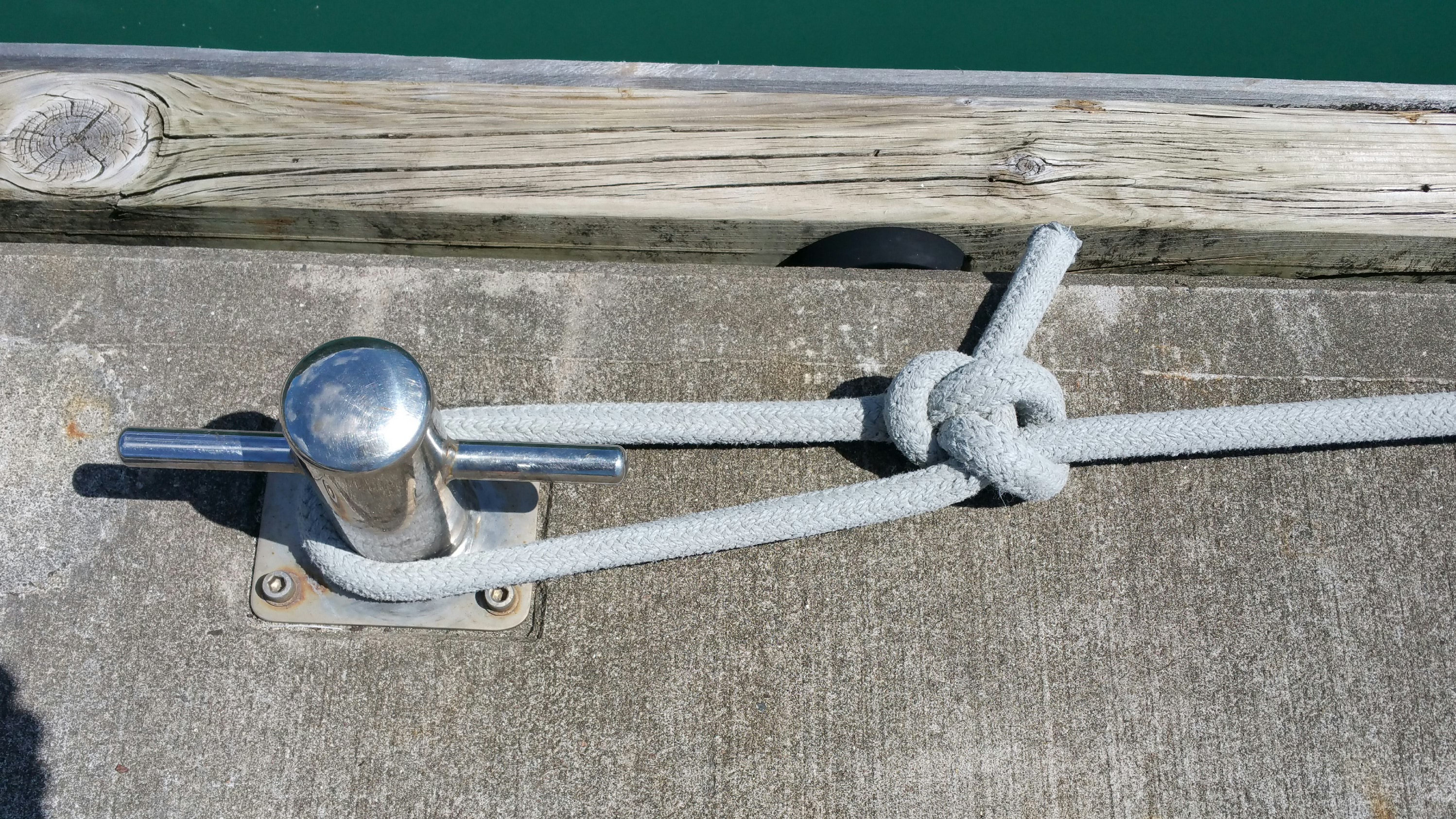
Palstek mit linksgängigem Auge und außen liegendem Ende

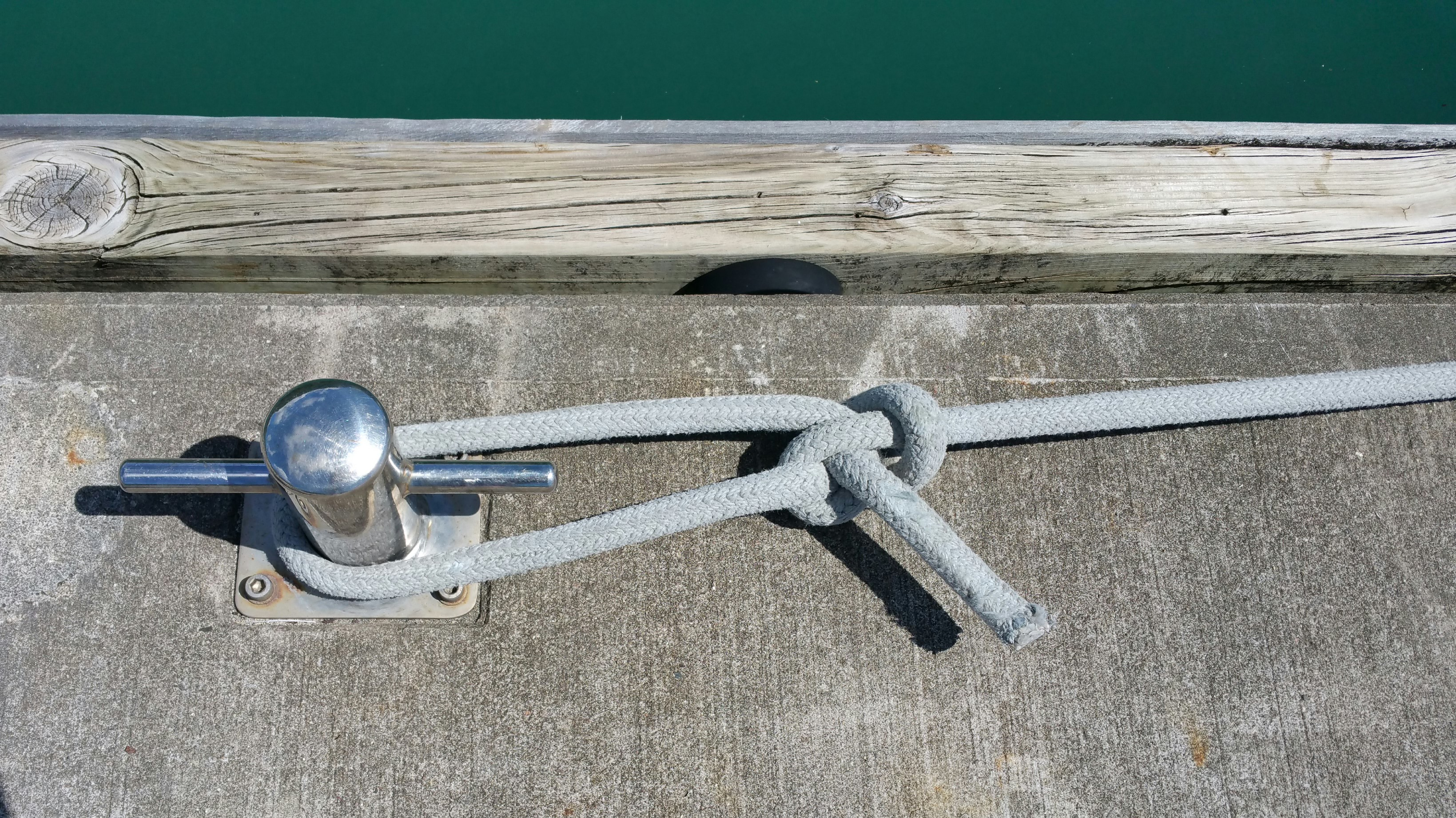
Gegenseite. Palstek mit linksgängigem Auge und außen liegendem Ende

## Verwendung
Der Palstek ist einfach zu knüpfen, hält gut und ist auch nach langer und wechselnder Belastung meist gut zu lösen. Bei Ringbelastung kann er sich allerdings ungewollt lösen.
Die Knotenfestigkeit bei dreischäftigen Polyesterleinen beträgt etwa 63 %. Quadratgeflechte und Hohlgeflechte bringen es auf etwa 49 bis 55 %. Bei einer Untersuchung des 11-mm-Superstatic-Seils im Jahre 1999 hatte die Firma Edelrid eine Knotenfestigkeit von 64 % gemessen.

### Seefahrt
In der Seefahrt wird der Palstek als Festmacher verwendet. Dazu wird die Festmacherleine als feste Schlaufe über den Poller gelegt oder an einem festen Punkt an Land festgebunden.
Bei dicken Trossen wird bereits auf dem Schiff eine große Schlaufe gesteckt und diese mit einer Wurfleine verbunden, an deren Ende eine Affenfaust oder ein kleiner mit Sand gefüllter Lederball als Wurfgewicht dient. Die Leine wird dann einem an der Pier stehenden Seemann zugeworfen, der damit die dicke Trosse zu sich herüberzieht und das vorbereitete Auge über den Poller stülpt.
Beim Segeln wird die Schot mit einem Palstek an das Schothorn des Segels gebunden, oder das Fall an den Schäkel am Segelkopf. Ob der innen- oder außenliegende Palstek besser geeignet sei, wird widersprüchlich diskutiert. Beide Formen haben Nachteile.

### Rettungswesen
Der Palstek wird von Hilfsorganisationen unter dem Namen Rettungsknoten zum Schließen des Brust- oder Rettungsbunds bei der Wasser- und Höhenrettung eingesetzt. Hierbei wird dem zu Rettenden ein Brustbund angelegt, der mit dem Rettungsknoten eng zusammengeschnürt wird. Bei der Wasserrettung geschieht dies auf dem Rücken, bei der Höhenrettung vor der Brust des zu Rettenden. Der Rettungsknoten ist dabei der einzige Knoten, der hierfür zugelassen ist, da er sich nicht selbstständig lösen kann und die Bruchfestigkeit des Seils deutlich weniger herabsetzt als andere Knoten.

### Klettern
Bis Anfang der 1970er Jahre diente der Palstek als verlässlicher Anseilknoten und fand Eingang in die Alpinliteratur. Im November 1965 kam es jedoch während einer Bergrettungsübung am Peilstein in Niederösterreich zum Absturz dreier Bergretter durch einen sich öffnenden Palstek. In Versuchen unter anderem durch Wastl Mariner fand man in den Folgemonaten heraus, dass sich der Palstek zwar bei Belastung als Anseilknoten bis zum Bruch des Seiles im Knoten hält, jedoch unter Ringbelastung aufzieht. Das heißt, bei mehreren ungleich gerichteten Kräften an der Schlaufe öffnet sich der Knoten bei 1,5 bis 1,6 kN. Als Ersatz wurde schließlich der Achterknoten eingeführt. Er hat eine große Knotenfestigkeit und öffnet sich auch unter Ringbelastung nicht.
Trotz Veröffentlichung in der Fachliteratur wurde der Palstek selbst Jahrzehnte später noch verwendet, wobei es zu weiteren tödlichen Unfällen nach Ringbelastungen kam (z. B. 1981 am Les Droites und 1983 am Olperer). Nach einem weiteren schweren Unfall mit einem sich öffnenden Palstek beim Weltcup 1992 in St. Pölten durfte nur noch mit Achterknoten angeseilt werden. Dessen Verwendung wurde inzwischen auf internationaler Wettkampfrichter-Ebene festgelegt.
Die Abwandlungen Doppelter Palstek und Bulin 1.5 werden zum Anseilen häufig verwendet.

## Knüpfen

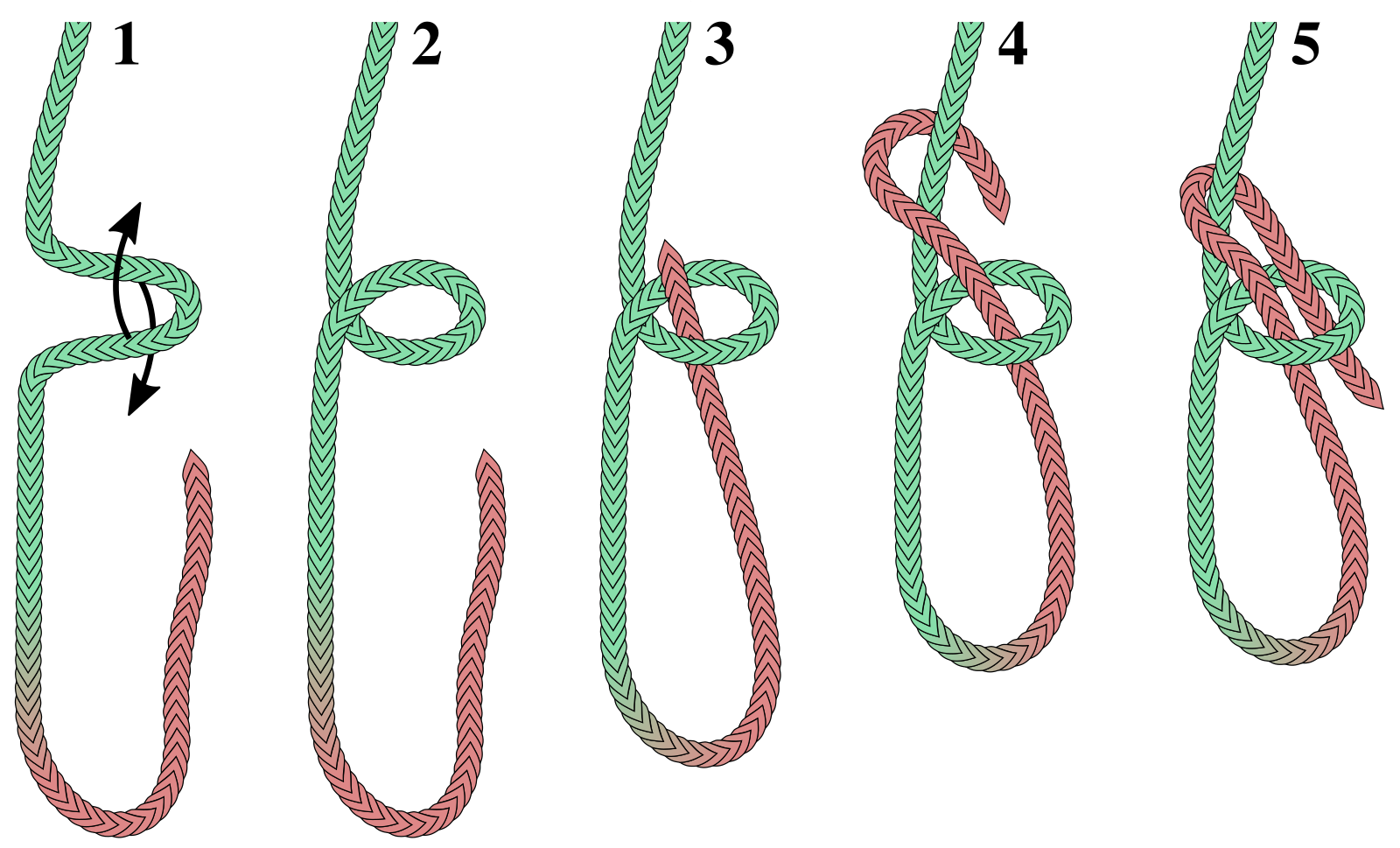
Schrittweises Knüpfen eines Palsteks (mit außen liegenden Ende).

Zuerst legt man ein kleines Auge, wobei die feste Part unten liegt (1,2). Das lose Ende soll etwas länger sein als der Umfang der gewünschten Schlaufe. Mit dem losen Ende fährt man von unten in das Auge (3). Dadurch entsteht die eigentliche Schlaufe des Knotens. Dann fährt man um das feste Ende herum (4), und von oben wieder so durch das Auge zurück, dass die beiden Enden parallel aus dem Auge herauskommen (5) und gemeinsam festgezogen werden können.
Entscheidend ist, dass man das lose Ende von der richtigen Seite in das Auge führt, und umgekehrt wieder durch das Auge zurück, so dass die beiden Seilenden parallel liegen. Wenn man von der falschen Seite in das Auge eintaucht, entsteht kein Knoten. Zum Festziehen fasst man mit der einen Hand das ziehende Ende (obere Seil), mit der anderen die zwei parallel liegenden (das lose Ende und den parallel liegenden Teil der Schleife) und holt diese dicht (festziehen).
Eine Eselsbrücke lautet: „Eine Schlange taucht aus dem Teich, kriecht um den Baum und taucht wieder in den Teich zurück.“

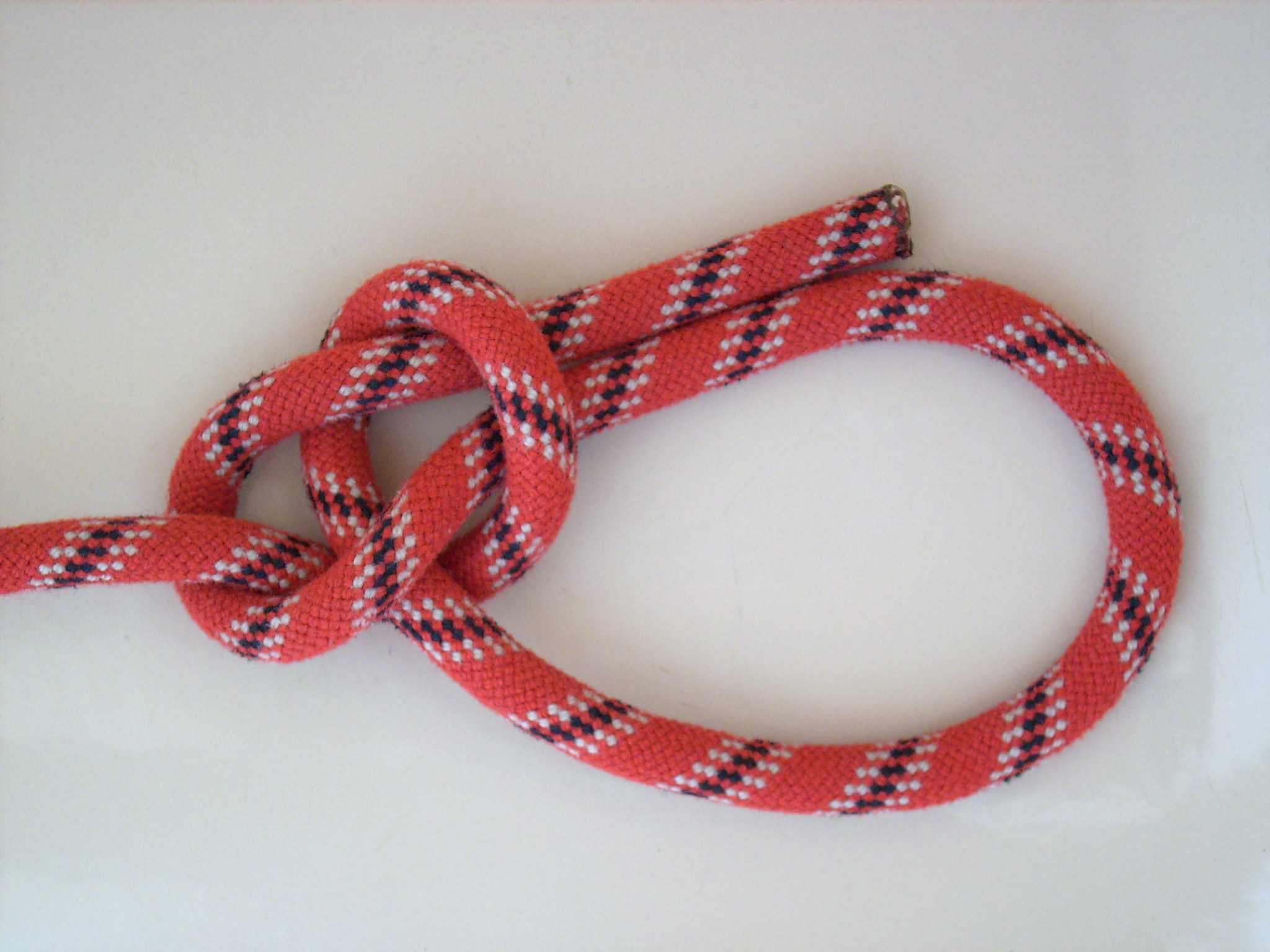
Außenliegendes Ende

### Außenliegendes Ende

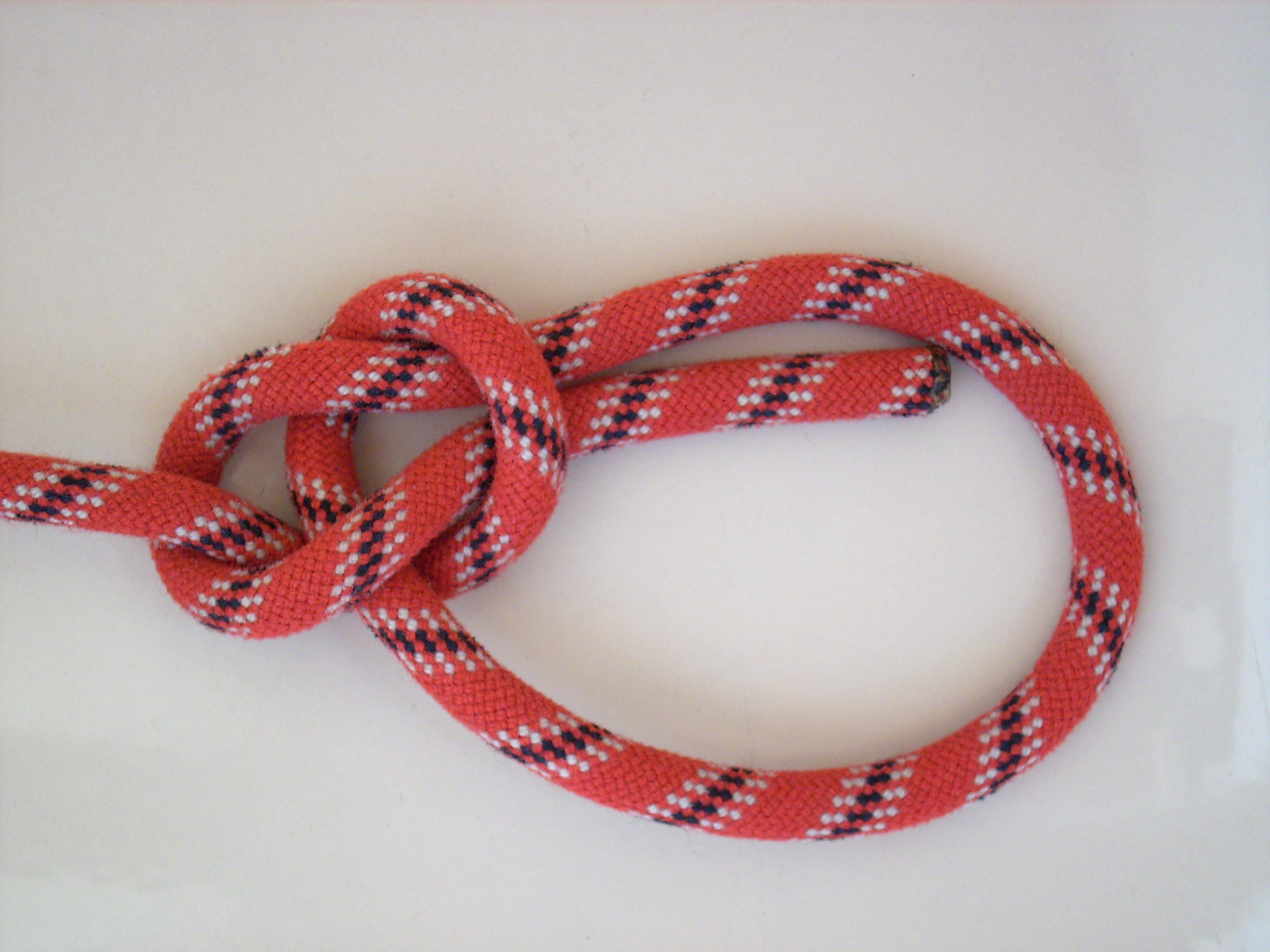
Innenliegendes Ende

Beim Palstek mit außenliegendem Ende liegt das Ende außerhalb des Auges. Er eignet sich besonders, wenn die Leine wechselnden Belastungen unterliegt (z. B. Festmacherleine an Pfahl bei Seegang oder am Segel. Eine innenliegende lose Part kann durch die Bewegung mit der Zeit herausgedrückt und der Knoten damit geöffnet werden). Sie hat aber den Nachteil, dass das äußere Ende an Gegenständen hängen bleiben kann. Vermeidbar wird dies durch die Erweiterung zum Bulin 1.5, der vorzugsweise aus dem Palstek mit innenliegendem Ende geknotet wird.

### Innenliegendes Ende
Beim Palstek mit innenliegendem Ende liegt das Ende innerhalb des Auges. Diese Variante wird bevorzugt, wenn vermieden werden soll, dass die lose Part an anderen Gegenständen hängenbleibt. Sie hat aber den Nachteil, dass bei wechselnder Belastung sich das Ende am Gegenstand stößt und sich der Knoten dadurch lösen kann (beispielsweise wenn damit die Schot am Schothorn eines Segels befestigt wird). Auch hier ist dies vermeidbar durch die Erweiterung zum Bulin 1.5.

### Knüpfvariante

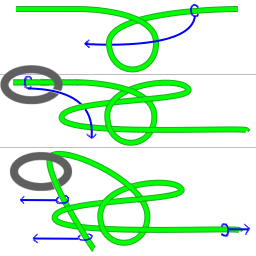

In das lose Ende wird ein Überhandknoten mit Slip so geknüpft, dass das feste Ende die Schlinge des Slip bildet. Die Länge des übrigen losen Endes soll lang genug sein für die Schlaufe des Palsteks. Das lose Ende wird dann durch die Schlinge gesteckt. Mit dem losen Ende wird nun eine Bucht geformt und die Enden der Bucht werden festgehalten. Dann wird der Slip so aus dem Überhandknoten gezogen, dass sich die Schlinge zusammen mit der Bucht so durch den Knoten zieht, dass zum Schluss der Palstek mit Schlaufe entsteht.
Diese Variante verursacht häufig den Fehler, dass das kleine Auge nicht umklappt (Knoten verbleibt in der Form von Teil-Bild 3). Dadurch entsteht eine laufende Schlinge, wobei das kurze Ende – die Schlinge – herausrutscht. Der Sinn des Knotens ist dann nicht erfüllt und es entstehen gefährliche Unfälle.

## Abwandlungen

### Doppelter Palstek
Der Doppelte Palstek – auch Doppelter Bulin – ist ein Knoten, der im Bergsport zum Anseilen verwendet wird.

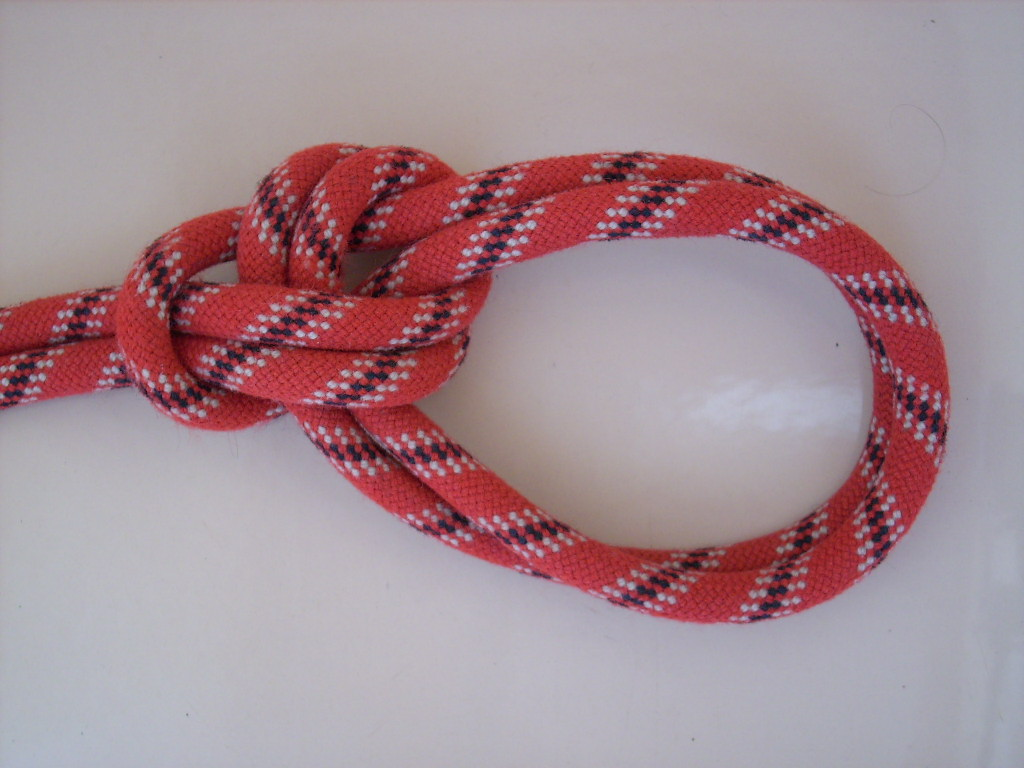
Doppelter Palstek

### Dreifacher Palstek
Dieser Palstek kann im Notfall, falls nichts besseres zur Verfügung ist, als Sitzschlinge und Brustgurt verwendet werden. Dazu müssen die Schlaufen sorgfältig den entsprechenden Körperteilen angepasst werden.

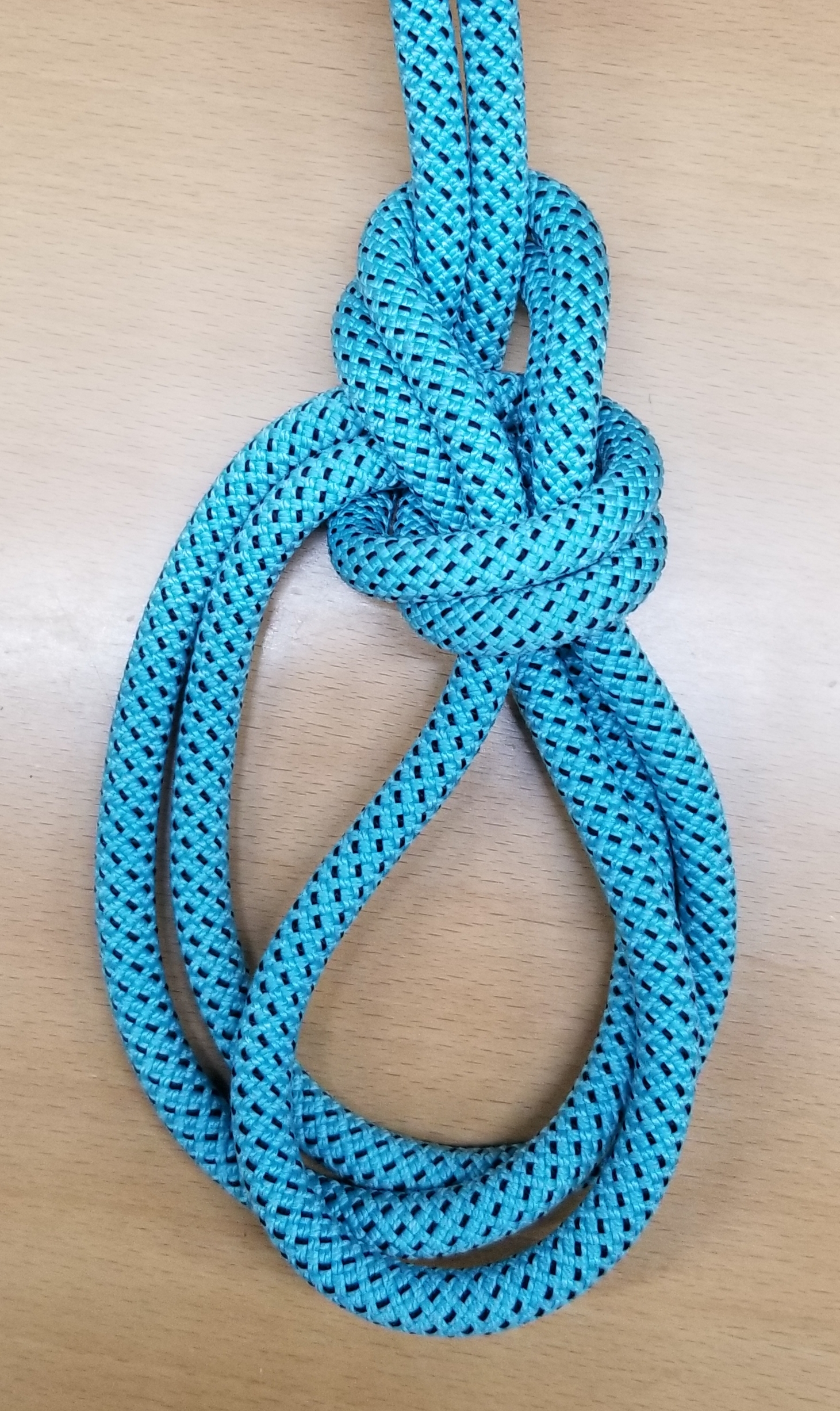
Dreifacher Palstek

### Dreifacher Palstek (Variation)
Eine nützliche Schlaufe, die vielfachen Belastungen standhält.

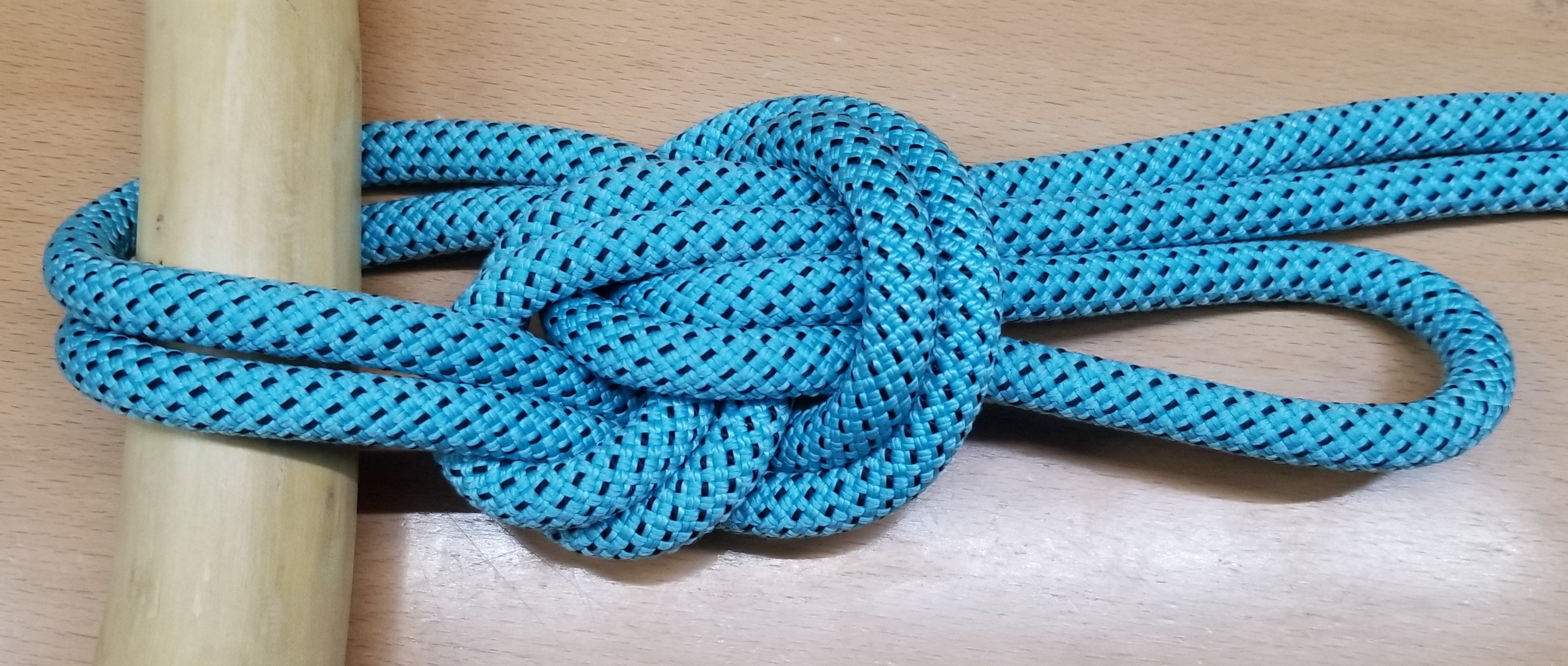
Dreifacher Palstek (Variation)

### Spanischer Palstek
Der Spanische Palstek wird meist nur als Zierknoten verwendet. Der einfache spanische Palstek wurde früher in der Schifffahrt als zweifacher Hahnepot zum Verteilen der Last auf zwei Augen, bzw. das Zusammenführen von zwei Lasten auf ein Tau verwendet. Er kommt auch als behelfsmäßiger Bootsmannstuhl zum Einsatz. Der Hochzuziehende steckt dazu mit den Beinen in den Schlaufen. Oberkörper gegen rückwärtiges Herausfallen sichern! Er kann als Rettungsschlinge verwendet werden, wobei eine Schlaufe unter den Armen den Oberkörper hält, und die andere Schlaufe in den Kniekehlen die Beine trägt.

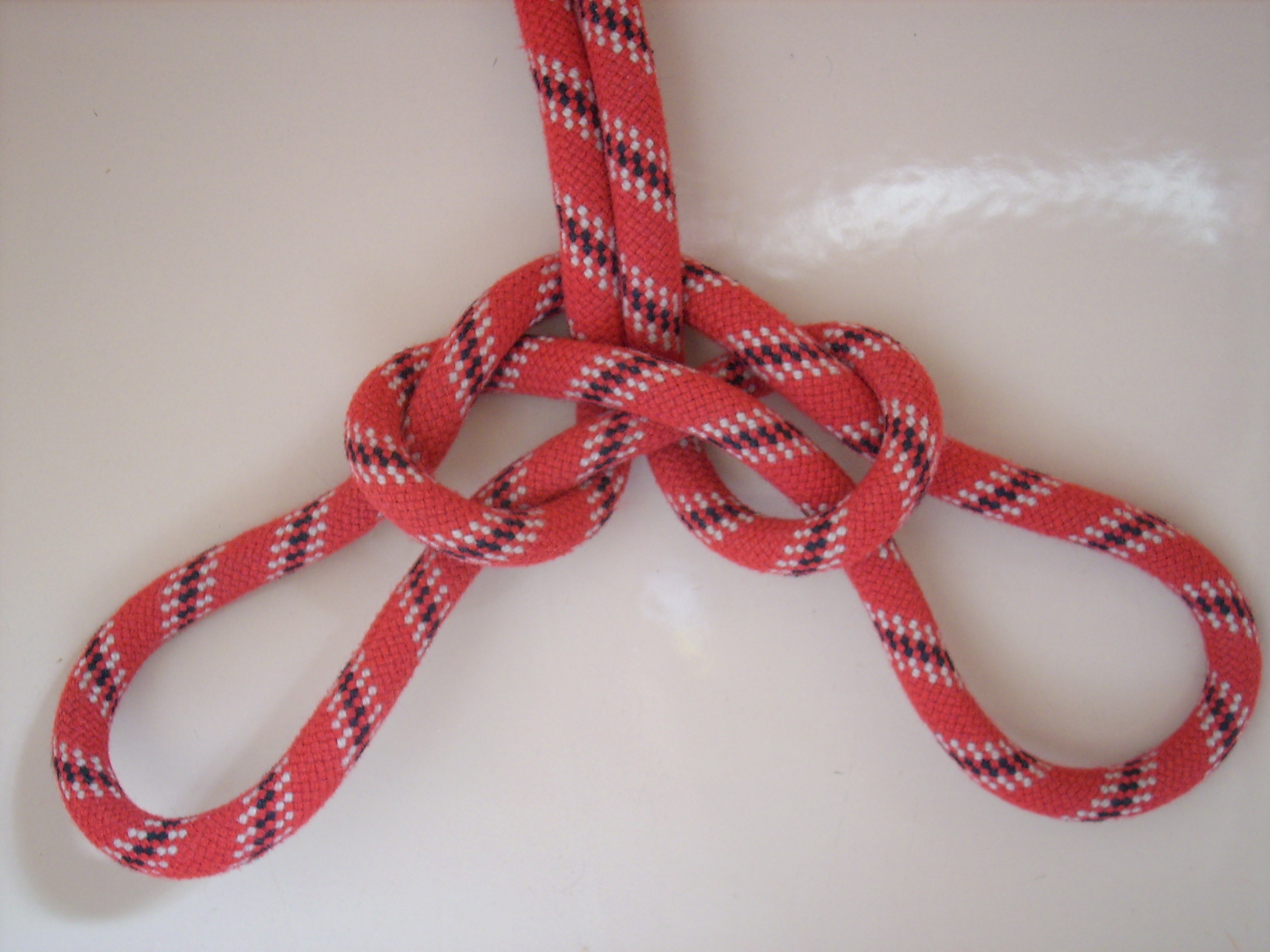
Spanischer Palstek

### Wasserpalstek
Schleppt man einen Palstek durchs Wasser, eignet sich der Wasserpalstek (ABoK #1012) besser. Dazu macht man mit der stehenden Part einen weiteren halben Schlag, so dass die lose Part durch zwei Augen gesteckt wird. Dies vermindert ein Bekneifen, das bei nassen Knoten auftritt.

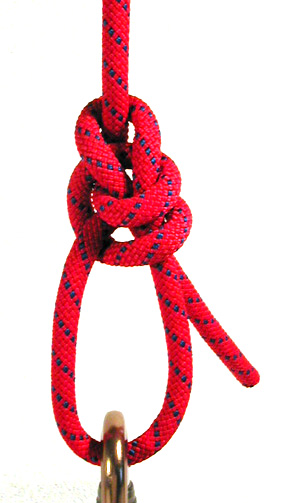
Wasser-Palstek

### Rundtörnpalstek
Der Rundtörnpalstek (ABoK #1013) wird durch ein doppeltes Auge gesteckt. Französische Bergsteiger verwendeten ihn wegen seiner besseren Querbelastung. Allerdings war er auch nicht viel stabiler als der einfache Palstek.

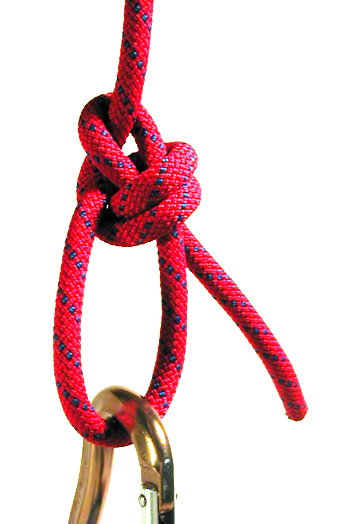
Rundtörnpalstek

### Prohaska-Palstek
Weil sich der Rundtörnpalstek als Anseilknoten als nicht gut genug herausstellte, entwickelte Heinz Prohaska 2008 diese querbelastbare Palstek-Variante.
Der Prohaska-Palstek wird ebenfalls wie ein normaler nach innen gesteckter Palstek begonnen, danach aber das Ende erneut um eine Seite herum und durch das Auge gesteckt.

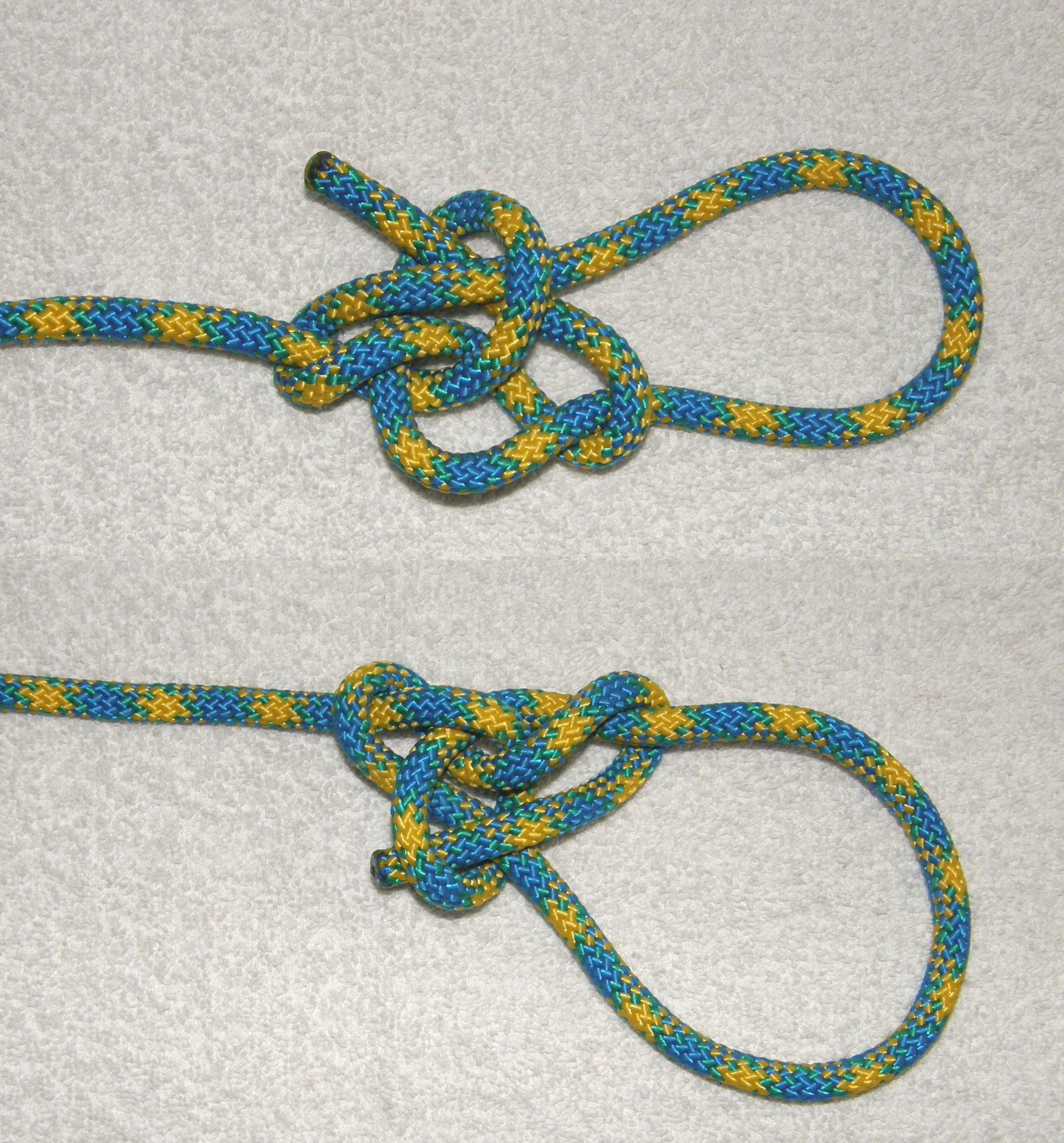
Locker gesteckt, unten Rückseite
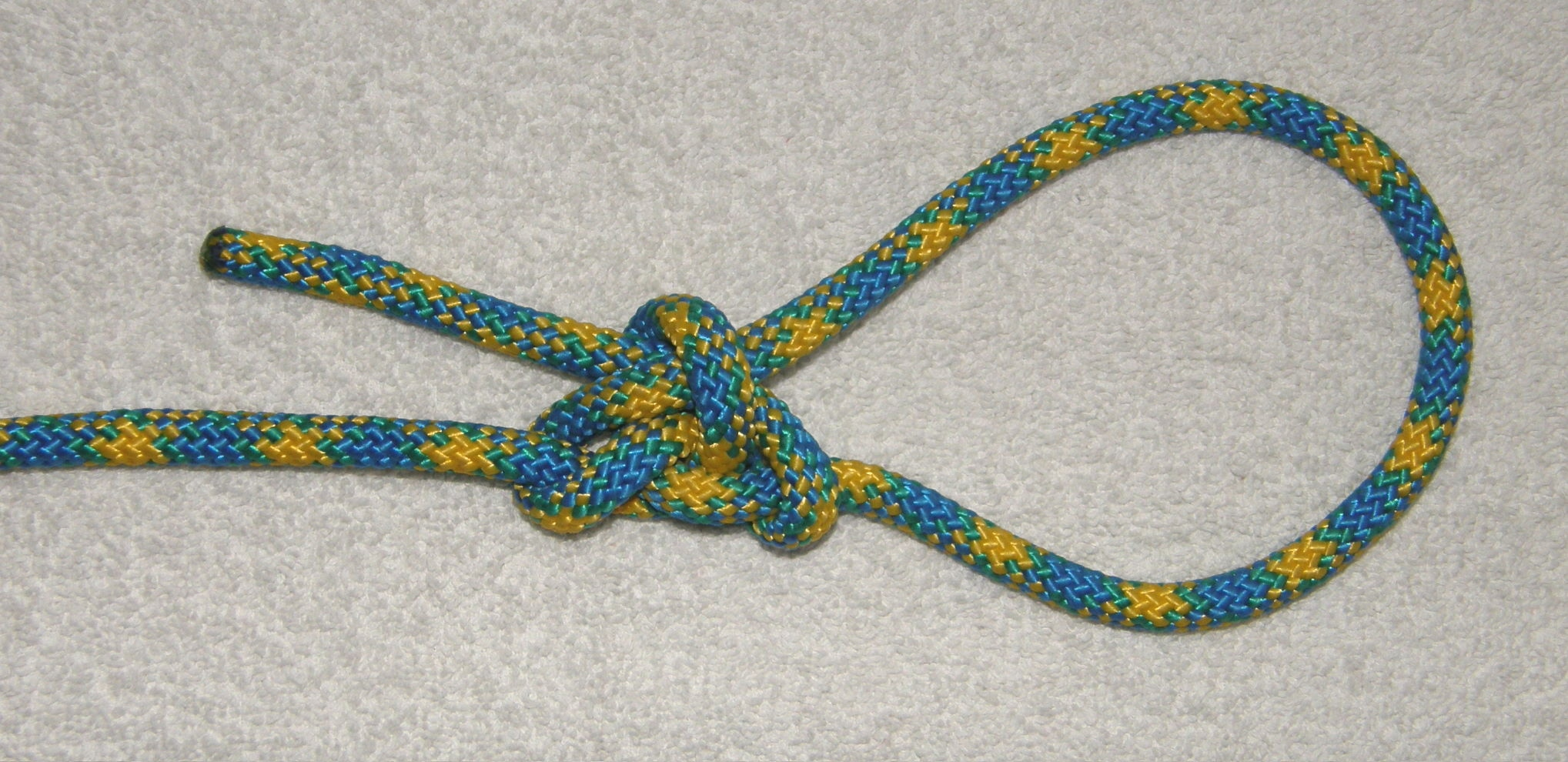
fertig, dichtgeholt
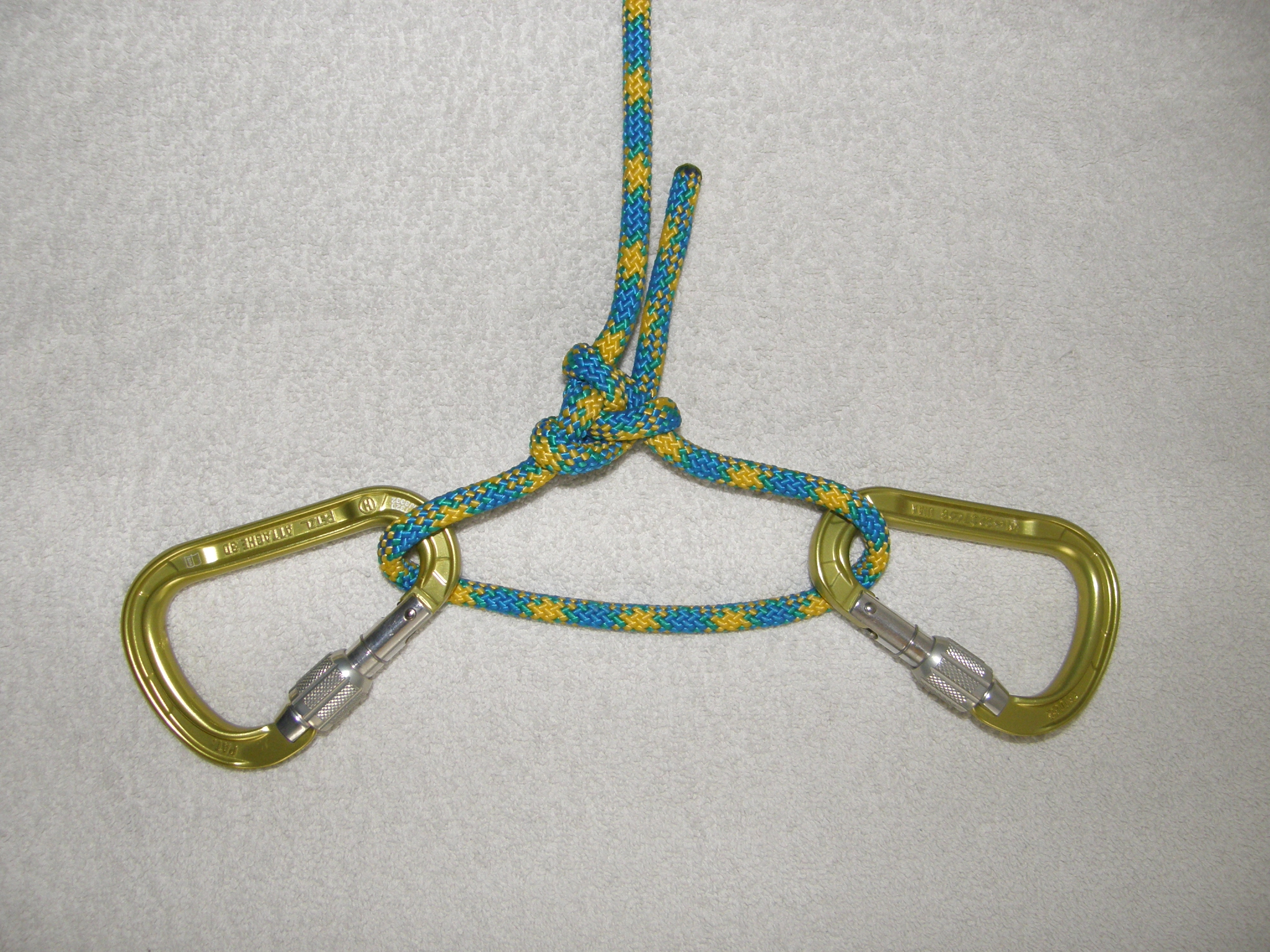
Querbelastet

### Schotstek
Einen ähnlichen Aufbau wie der Palstek weist der Schotstek auf, aber statt ein Ende an die eigene Part zu binden, wird beim Schotstek das eine Ende an eine Bucht im anderen Ende gebunden. Der Schotstek dient zum Verbinden zweier Seile, dient aber auch fast jedem Zweck.

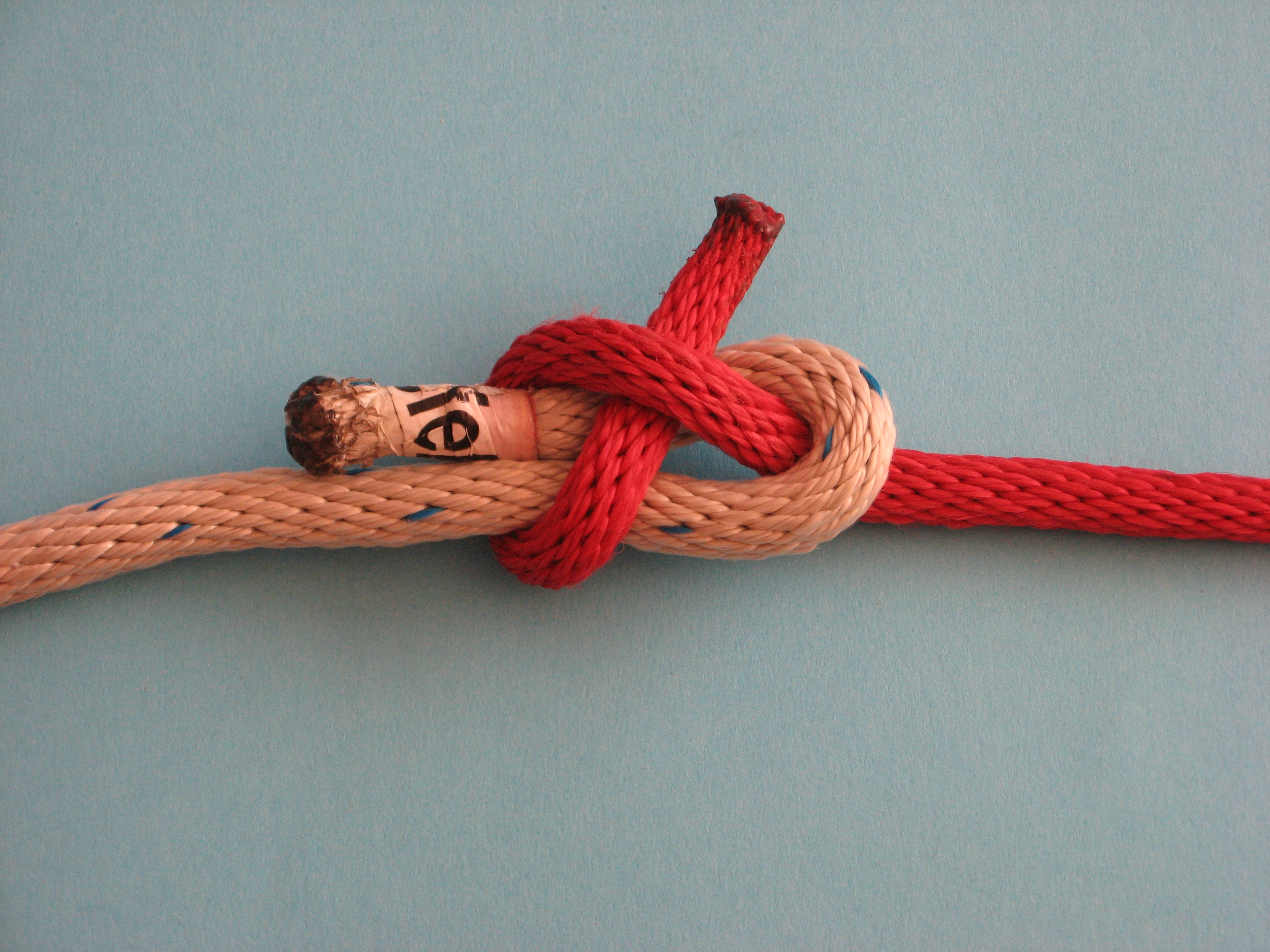
Schotstek (ABoK #1431)

## Alternativen

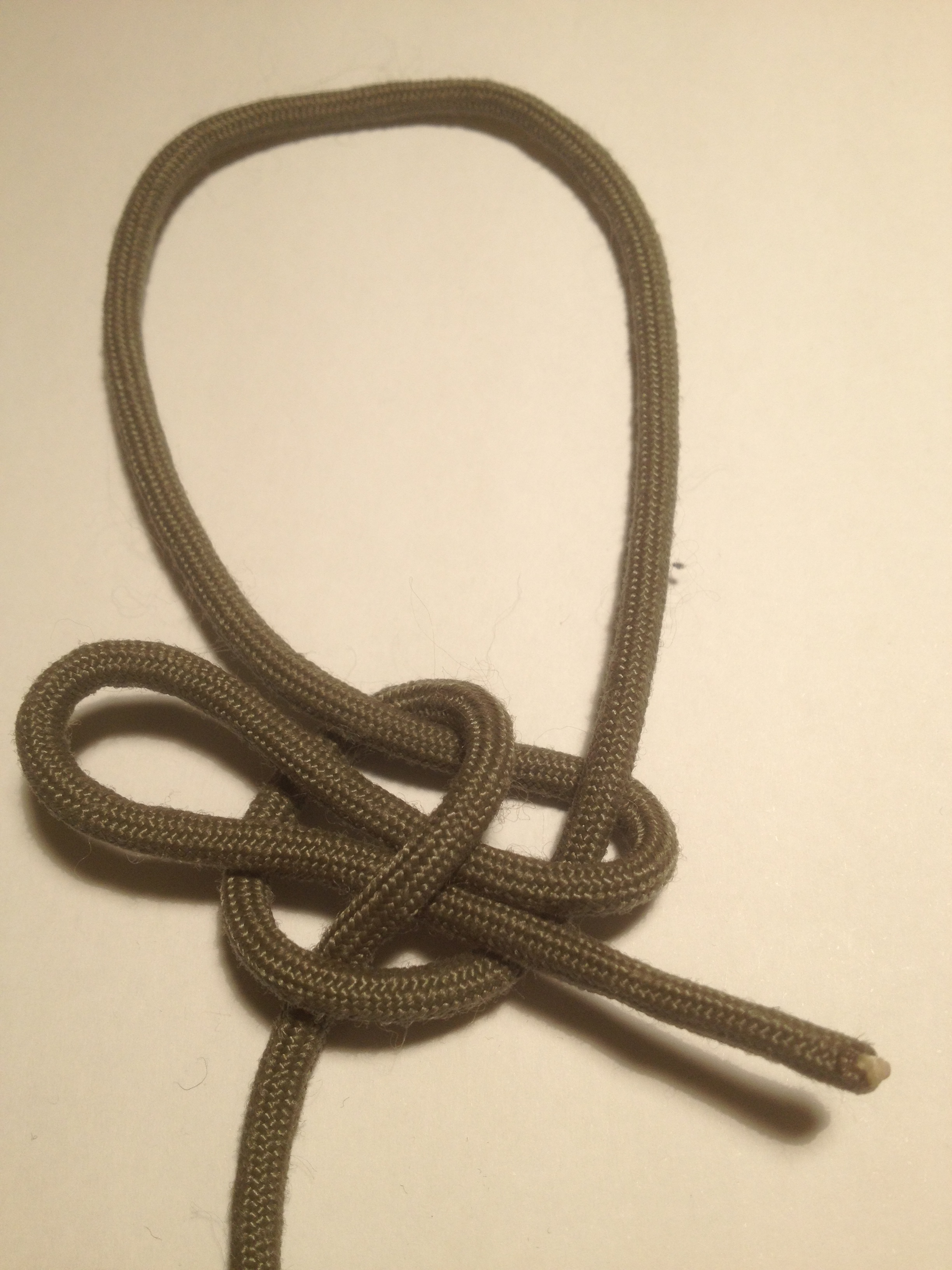
Kalmückenknoten

- In Russland wird anstelle des Palsteks oft der Kosakenknoten, oder, auf Slip gelegt, der Kalmückenknoten verwendet.

- Heutzutage verwenden Kletterer zum Anseilen den Achterknoten oder den doppelten Bulin (auch Doppelter Palstek genannt). Im amerikanischen Raum kommt auch der Bulin 1.5 zum Einsatz.

- Für ein ständiges Auge empfiehlt sich der Augspleiß, der eine Knotenfestigkeit von 66 % besitzt.

- Werden zwei Schlaufen benötigt, bedient man sich des portugiesischen oder spanischen Palsteks.